# First Class (programa de televisão)
First Class foi um programa de televisão brasileiro exibido nas noites de terça pelo SBT em 1996. Estreou em 08 de outubro. Tinha a apresentação de Marília Gabriela, José Simão e Augusto Nunes. Contava com um entrevistado à cada semana e também discutia os assuntos da semana. O programa teve inspiração no Manhattan Connection. Saiu do ar em 24 de fevereiro de 1997, pois o SBT estava fazendo grandes mudanças na programação da época.

## Controvérsias
O nome do programa foi baseado em nome de um programa apresentado por Ari Cândido exibido pela TV Gazeta em 1996. No ano de 2002 a emissora perdeu na Justiça e foi condenada a pagar 500 Salários mínimos ao apresentador e empresário.

## Ligações Externas
- Site oficial da emissora